# Kokinotrimitia
Kokinotrimitia (gr. Κοκκινοτριμιθιά) – wieś w Republice Cypryjskiej, w dystrykcie Nikozja. W 2011 roku liczyła 4077 mieszkańców.